# Judge Daly Promontory
Judge Daly Promontory är en udde i Kanada.   Den ligger i territoriet Nunavut, i den nordöstra delen av landet, 4 000 km norr om huvudstaden Ottawa.
Terrängen inåt land är huvudsakligen kuperad. Trakten runt Judge Daly Promontory är nära nog obefolkad, med mindre än två invånare per kvadratkilometer.. Det finns inga samhällen i närheten.
Trakten runt Judge Daly Promontory är permanent täckt av is och snö.